# Дука Ірина Михайлівна
Ірина Михайлівна Ду́ка (нар. 18 листопада 1945, Горький) — українська актриса, режисер, педагог. Народна артистка України.

## Біографія
Народилася 18 листопада 1945 року в місті Горькому (тепер Нижній Новгород, Росія). 1968 року закінчила Київський інститут театрального мистецтва (викладач Л. Олійник). З 23 вересня 1968 року працює у Київському національному театрі російської драми імені Лесі Українки ( нині Національний академічний драматичний театр імені Лесі Українки). У 1984—1997 роках доцент Київського інституту театрального мистецтва.

## Творчість
Ролі в театрі:
- Долорес («Камінний господар» Лесі Українки);
- Світлана («Справедливість — моє ремесло» Л. Жуховицького);
- Інна («Діти Ванюшина» С. Найдьонова);
- Пушкіна («Останні дні» М. Булгакова);
- Котова («Вечірнє світло» О. Арбузова);
- Джаніна («Віяло» К. Ґольдоні);
- Людмила («Пізня любов» О. Островського);
- Іветта («Матінка Кураж та її діти» Б. Брехта);
- Валентина («Зірки на вранішньому небі» О. Галіна);
- Ада («Генерали у спідницях» Ж. Ануя);
- Леді Сніруел («Школа скандалу» Р.-Б. Шерідана);
- Емма («Розлучення по-російськи» Н. Птушкіної);
- Б'янка («Отелло» В. Шекспіра);
- пані Спасич («Обеж», Б. Нушича);
- Дар'я («Покликання», В. Врублевської);
- Мімі («Трішки ніжності» А. Ніколаї).

Ролі в кіно:
- «Скарби палаючих скель» (1969);
- «Серце Бонівура» — подруга Тані (1969);
- «Школа скандалу» (1999; Україна, фільм-спектакль);
- «Бабин Яр» (2002, Україна);
- «Надія як свідчення життя» — Анна Матвіївна, мати Андрія (2007, Україна).

Вистави:
- «Рядові» О. Дударева (1985);
- «Зірки на вранішньому небі» О. Галіна (1988);
- «Без вини винні» О. Островського (1991);
- «Жиди міста Пітера, або Невеселі бесіди при свічках» за братами Стругацькими (1991);
- «Генерали у спідницях» Ж. Ануя (1993);
- «Розлучення по-російськи» (1999);
- «Різдвяні мрії» Н. Птушкіної (2001);
- «Трішки ніжності» А. Ніколаї (2005).

## Відзнаки
- Народна артистка України з 1992 року;
- Орден «За заслуги» 3-го ступеня (2006)[3].